# Superpateta
Superpateta (Super Goof, no original) é um personagem do Universo Disney. É a identidade de super herói do Pateta, que ganha temporariamente superpoderes semelhantes aos do Superman quando come o super-amendoim que nasce em seu quintal. O efeito da planta dura pouco, por isso Superpateta carrega sempre vários amendoins de reserva, dentro de seu chapéu. O personagem também recebe a ajuda de seu inteligentíssimo sobrinho Gilberto, que às vezes também come alguns super-amendoins e torna-se o "SuperGil" – adquirindo assim, poderes iguais aos de seu "super-tio".
O alívio cômico de suas histórias surge do fato do efeito dos amendoins acabar rapidamente e o personagem perder seus poderes no momento menos oportuno, quando este está voando ou precisando de superforça em uma batalha. Ocasionalmente ele esqueceria de reabastecer seu chapéu com os super-amendoins, tendo que resolver seus problemas sem a ajuda de seus superpoderes.
O fato de ninguém descobrir quem ele é mesmo sem ele usar nenhuma máscara satiriza as histórias do Superman e a forma aparentemente porca, mas eficaz, deste super herói esconder sua identidade,
Seu traje de super herói é um pijama vermelho daqueles felpudos, tipicamente americanos (que vemos em filmes americanos de velho oeste), também usa uma capa azul presa por um alfinete.

## História
O Superpateta foi criado por Del Curry e Paul Murry, em 1965, estrelando uma série americana própria até 1984. Seus primeiros inimigos foram o Doutor Tic-Tac, Doutor X e o Doutor Estigma. Durante os anos 70 e 80 teve várias histórias produzidas no Brasil, inclusive uma especial em que ele enfrenta o sinistro Doutor Kanhestro (publicada em dezembro de 1975).